# Milford (Massachusetts)
Milford é uma vila localizada no condado de Worcester no estado estadounidense de Massachusetts. No Censo de 2010 tinha uma população de 27 999 habitantes e uma densidade populacional de 719,45 pessoas por km².

## Geografia
Milford encontra-se localizado nas coordenadas 42° 09′ 31″ N, 71° 31′ 17″ O. Segundo o Departamento do Censo dos Estados Unidos, Milford tem uma superfície total de 38.92 km², da qual 38.2 km² correspondem a terra firme e (1.83%) 0.71 km² é água.

## Demografia
Segundo o censo de 2010, tinha 27.999 pessoas residindo em Milford. A densidade populacional era de 719,45 hab./km². Dos 27 999 habitantes, Milford estava composto pelo 87.12% brancos, o 2.18% eram afroamericanos, o 0.25% eram amerindios, o 2.43% eram asiáticos, o 0.02% eram insulares do Pacífico, o 5.25% eram de outras raças e o 2.75% pertenciam a duas ou mais raças. Do total da população o 8.27% eram hispanos ou latinos de qualquer raça.

## Educação
- Escolas Públicas de Milford